# Moulins-Saint-Hubert
Pour les articles homonymes, voir Moulins et Saint-Hubert.
Moulins-Saint-Hubert est une commune française située dans le département de la Meuse, en région Grand Est.

## Géographie

### Localisation
Moulins-Saint-Hubert est située au nord du département de la Meuse, à 11 km au nord-ouest de Stenay, le chef-lieu de canton, et à proximité du département des Ardennes.
Le territoire de la commune est limitrophe de quatre autres communes, dont trois dans le département des Ardennes :
| Mouzon (Ardennes) | Vaux-lès-Mouzon (Ardennes) |                                      |
|                   | Moulins-Saint-Hubert       | quadripoint avec Malandry (Ardennes) |
|                   | Autréville-Saint-Lambert   |                                      |

### Hydrographie
La commune est dans le bassin versant de la Meuse au sein du bassin Rhin-Meuse. Elle est drainée par le ruisseau de Moulins,.

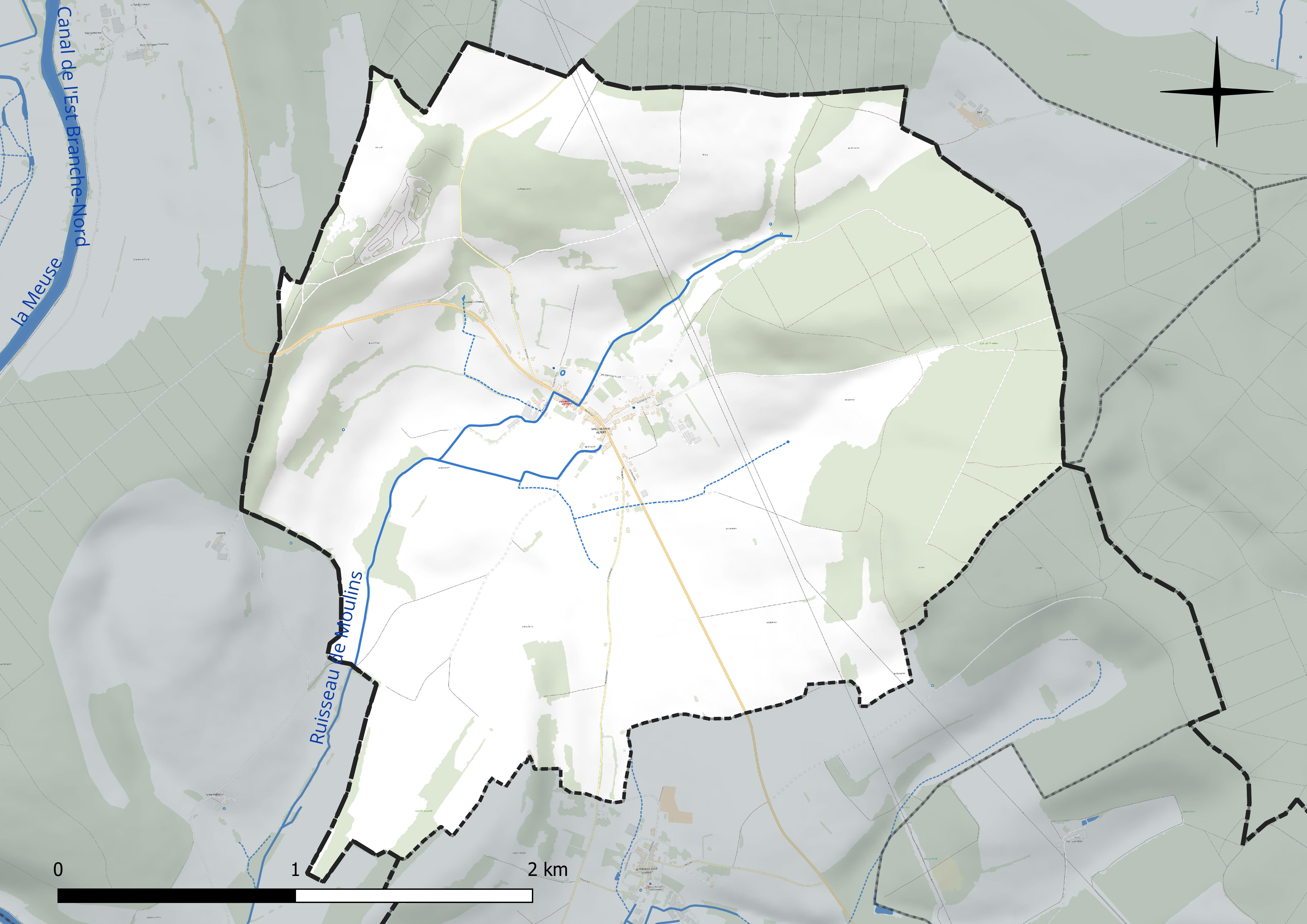
Réseau hydrographique de Moulins-Saint-Hubert.

### Climat
Pour des articles plus généraux, voir Climat du Grand Est et Climat de la Meuse.
En 2010, le climat de la commune est de type climat de montagne, selon une étude du Centre national de la recherche scientifique s'appuyant sur une série de données couvrant la période 1971-2000. En 2020, Météo-France publie une typologie des climats de la France métropolitaine dans laquelle la commune est exposée à un climat océanique altéré et est dans la région climatique  Lorraine, plateau de Langres, Morvan, caractérisée par un hiver rude (1,5 °C), des vents modérés et des brouillards fréquents en automne et hiver. 
Pour la période 1971-2000, la température annuelle moyenne est de 9,7 °C, avec une amplitude thermique annuelle de 15,7 °C. Le cumul annuel moyen de précipitations est de 974 mm, avec 13,7 jours de précipitations en janvier et 9,6 jours en juillet. Pour la période 1991-2020, la température moyenne annuelle observée sur la station météorologique de Météo-France la plus proche, « Linay », sur la commune de Linay à 8 km à vol d'oiseau, est de 10,4 °C et le cumul annuel moyen de précipitations est de 969,0 mm. 
La température maximale relevée sur cette station est de 42 °C, atteinte le 25 juillet 2019 ; la température minimale est de −24 °C, atteinte le 9 janvier 1985,,. 
Les paramètres climatiques de la commune ont été estimés pour le milieu du siècle (2041-2070) selon différents scénarios d'émission de gaz à effet de serre à partir des nouvelles projections climatiques de référence DRIAS-2020. Ils sont consultables sur un site dédié publié par Météo-France en novembre 2022.

## Urbanisme

### Typologie
Au 1er janvier 2024, Moulins-Saint-Hubert est catégorisée commune rurale à habitat dispersé, selon la nouvelle grille communale de densité à sept niveaux définie par l'Insee en 2022.
Elle est située hors unité urbaine et hors attraction des villes,.

### Occupation des sols
L'occupation des sols de la commune, telle qu'elle ressort de la base de données européenne d’occupation biophysique des sols Corine Land Cover (CLC), est marquée par l'importance des territoires agricoles (71,6 % en 2018), une proportion identique à celle de 1990 (71,6 %). La répartition détaillée en 2018 est la suivante : 
terres arables (55,2 %), forêts (28,4 %), prairies (9,2 %), zones agricoles hétérogènes (7,2 %). L'évolution de l’occupation des sols de la commune et de ses infrastructures peut être observée sur les différentes représentations cartographiques du territoire : la carte de Cassini (XVIIIe siècle), la carte d'état-major (1820-1866) et les cartes ou photos aériennes de l'IGN pour la période actuelle (1950 à aujourd'hui).

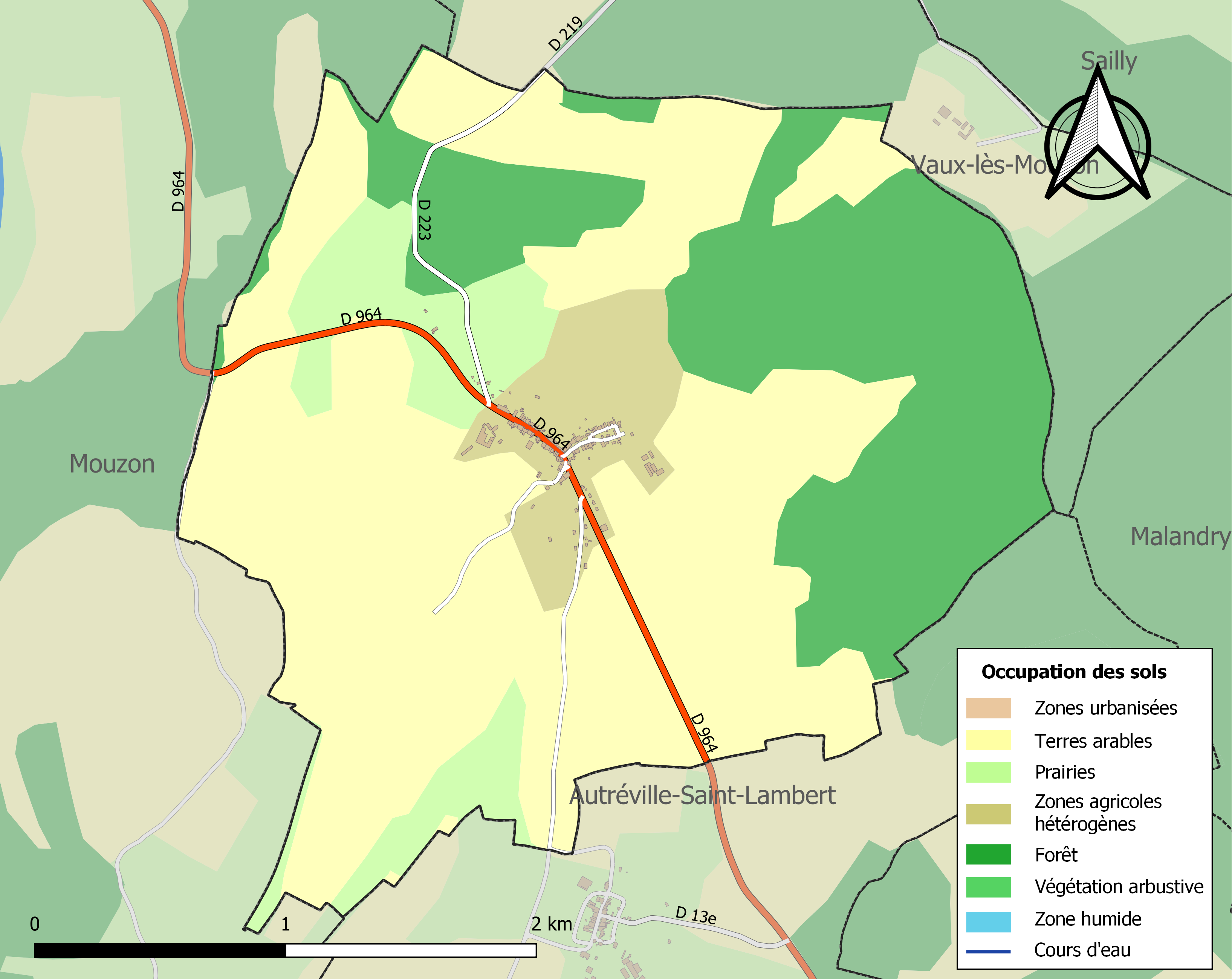
Carte des infrastructures et de l'occupation des sols de la commune en 2018 (CLC).

## Toponymie
Le nom de la localité est attesté sous les formes Molnis (1107) ; Mollins (1139) ; Curia Molendini (1156) ; Molins, Molens (1364-1373) ; Curia quæ Molendinum dicitur (1502) ; Moulin (1571),.

Pluriel de l'oïl moulin. 
Par arrêté préfectoral du 24.02.1922 , Moulins prend le nom de Moulins-Saint-Hubert ( J.O., 1922, 3, 2622 ).

Saint-Hubert est hagiotoponyme qui fait référence à un prieuré de l'abbaye de Saint-Hubert, fondé à Mollins au Xe siècle par le comte de Chiny, et à Hubert de Liège.

## Histoire
En 1139, dans les possessions de l'abbaye de Saint-Hubert (Belgique) par le pape Innocent II, on peut y voir inscrit « cellam de molins ». Cette mention indique le prieuré accolé à l'église. La richesse du prieuré ne sera que plus grande lorsque Agnès, comtesse de Chiny, fait don au prieuré vers 1185 d'une partie de la forêt de Blanchampagne.

## Politique et administration
| Période                                  | Période                   | Identité                                           | Étiquette | Qualité |
| ---------------------------------------- | ------------------------- | -------------------------------------------------- | --------- | ------- |
| Les données manquantes sont à compléter. |                           |                                                    |           |         |
| mars 2001                                | En cours (au 23 mai 2020) | Jean-Jacques Gérard Réélu pour le mandat 2020-2026 |           |         |

## Population et société

### Démographie

#### Évolution démographique
L'évolution du nombre d'habitants est connue à travers les recensements de la population effectués dans la commune depuis 1793. Pour les communes de moins de 10 000 habitants, une enquête de recensement portant sur toute la population est réalisée tous les cinq ans, les populations de référence des années intermédiaires étant quant à elles estimées par interpolation ou extrapolation. Pour la commune, le premier recensement exhaustif entrant dans le cadre du nouveau dispositif a été réalisé en 2004.

En 2022, la commune comptait 186 habitants, en évolution de +6,9 % par rapport à 2016 (Meuse : −4,4 %, France hors Mayotte : +2,11 %).
| 1793 | 1800 | 1806 | 1821 | 1831 | 1836 | 1841 | 1846 | 1851 |
| ---- | ---- | ---- | ---- | ---- | ---- | ---- | ---- | ---- |
| 444  | 456  | 465  | 516  | 534  | 578  | 636  | 592  | 548  |

| 1856 | 1861 | 1866 | 1872 | 1876 | 1881 | 1886 | 1891 | 1896 |
| ---- | ---- | ---- | ---- | ---- | ---- | ---- | ---- | ---- |
| 483  | 478  | 455  | 414  | 426  | 390  | 395  | 353  | 308  |

| 1901 | 1906 | 1911 | 1921 | 1926 | 1931 | 1936 | 1946 | 1954 |
| ---- | ---- | ---- | ---- | ---- | ---- | ---- | ---- | ---- |
| 268  | 255  | 234  | 202  | 204  | 153  | 143  | 130  | 130  |

| 1962 | 1968 | 1975 | 1982 | 1990 | 1999 | 2004 | 2006 | 2009 |
| ---- | ---- | ---- | ---- | ---- | ---- | ---- | ---- | ---- |
| 155  | 156  | 149  | 163  | 173  | 157  | 164  | 167  | 173  |

| 2014 | 2019 | 2022 | - | - | - | - | - | - |
| ---- | ---- | ---- | - | - | - | - | - | - |
| 174  | 178  | 186  | - | - | - | - | - | - |

#### Pyramide des âges
La population de la commune est relativement jeune.
En 2018, le taux de personnes d'un âge inférieur à 30 ans s'élève à 37,7 %, soit au-dessus de la moyenne départementale (32,4 %). À l'inverse, le taux de personnes d'âge supérieur à 60 ans est de 25,3 % la même année, alors qu'il est de 29,6 % au niveau départemental.
En 2018, la commune comptait 95 hommes pour 82 femmes, soit un taux de 53,67 % d'hommes, largement supérieur au taux départemental (49,51 %).
Les pyramides des âges de la commune et du département s'établissent comme suit.
| Hommes | Classe d’âge | Femmes |
| ------ | ------------ | ------ |
| 1,0    | 90 ou +      | 1,2    |
| 6,2    | 75-89 ans    | 6,1    |
| 15,6   | 60-74 ans    | 20,7   |
| 13,5   | 45-59 ans    | 22,0   |
| 20,8   | 30-44 ans    | 18,3   |
| 14,6   | 15-29 ans    | 12,2   |
| 28,1   | 0-14 ans     | 19,5   |

| Hommes | Classe d’âge | Femmes |
| ------ | ------------ | ------ |
| 0,8    | 90 ou +      | 2,2    |
| 7,6    | 75-89 ans    | 11     |
| 20,2   | 60-74 ans    | 20,5   |
| 20,6   | 45-59 ans    | 20     |
| 17,4   | 30-44 ans    | 16,8   |
| 16,7   | 15-29 ans    | 13,6   |
| 16,8   | 0-14 ans     | 15,8   |

## Culture locale et patrimoine

### Lieux et monuments
- L'église est érigée à la sortie du village, en direction des Ardennes. Ancienne église basilicale, construite au VIIIe siècle, détruite et reconstruite plusieurs fois pendant les guerres, il ne reste que les piles des grandes arcades et les pilastres des bas côtés. Sa carrure et ses angles bien à l'équerre pourvus d'impostes chanfreinées interrompues aux angles sont conformes à la tradition carolingienne.
- Le cimetière se trouve sur le côté de l'église.

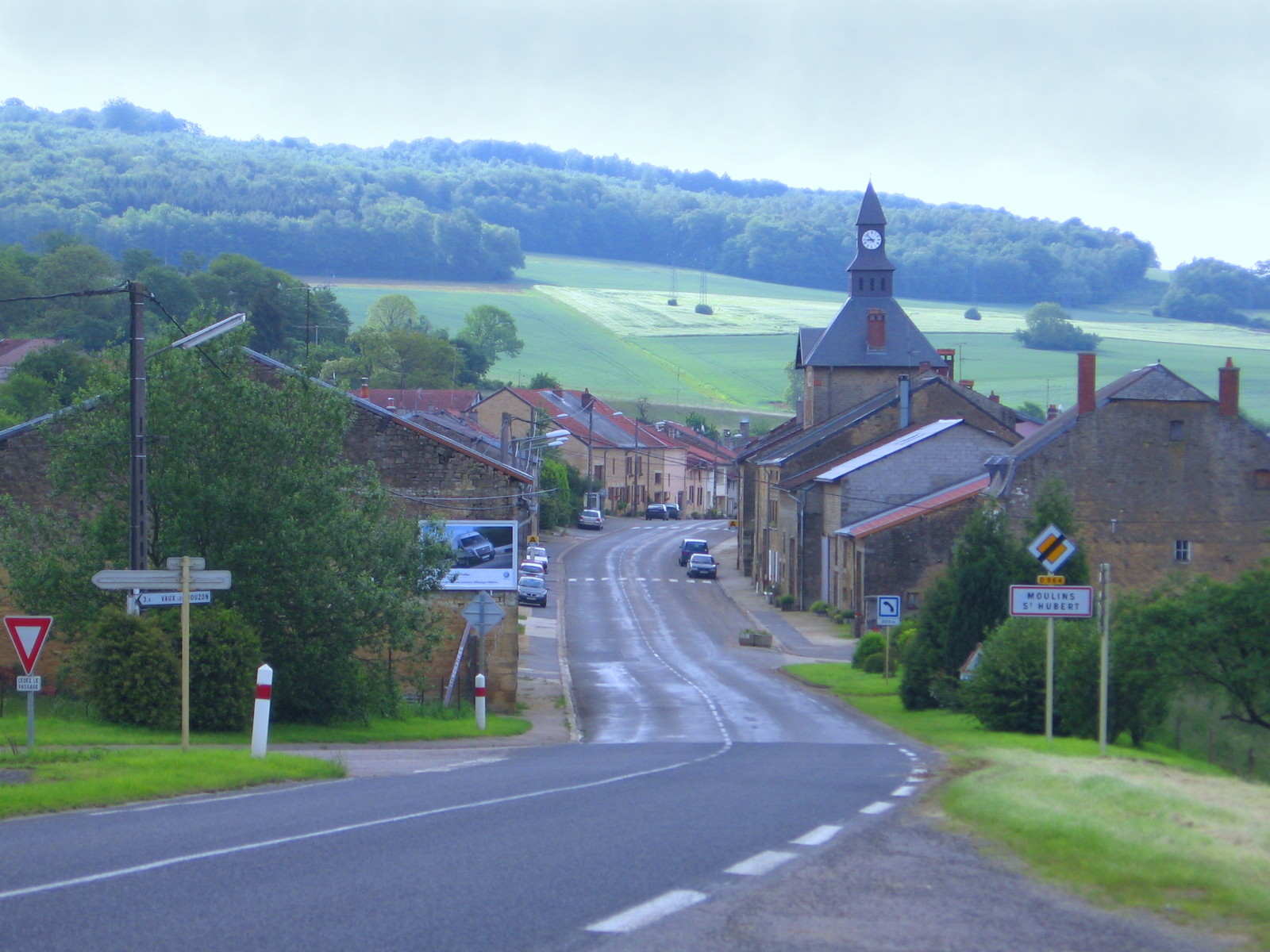
Entrée nord de Moulins-Saint-Hubert.
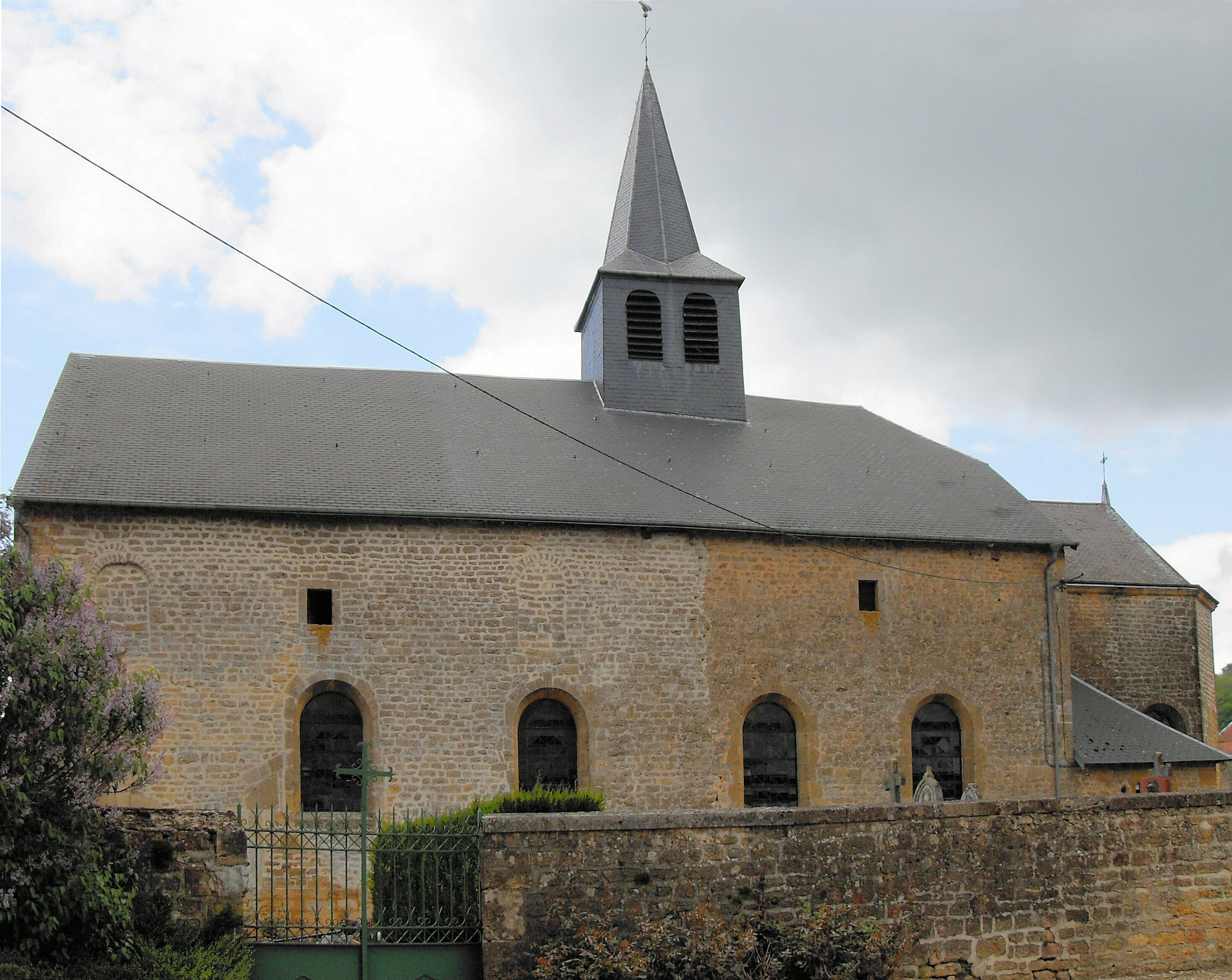
L'église Saint-Hubert.

### Héraldique
| Blason de Moulins-Saint-Hubert | Blason  | De gueules à une tête et col de cerf de face arraché d'or accompagnée, entre les bois, d'une croix recroisetée au pied fiché du même, et accostée de deux fers de moulin d'argent, le tout soutenu d'une étoile à 8 rais d'or. Ornements extérieursCroix de guerre 1914-1918 Soutiens : deux pampres de tanné, feuillés de sinople et fruités d’or, passés en sautoir. |
| Blason de Moulins-Saint-Hubert | Détails | - La tête de cerf au col arraché et la croix qui la surmonte évoquent la légende de saint Hubert et avec les fers de Moulins soulignent le toponyme Moulins-Saint-Hubert du village ; jadis Mollins en 1139, Moulin en 1571 ; Saint-Hubert a été ajouté en 1922. La tête de cerf rappelle également qu'un prieuré, rattaché à l'abbaye de Saint-Hubert, en Belgique, a été fondé à Mollins au Xe siècle par le comte de Chiny. Les bénédictins quittent Moulin au XVIIe siècle et, à cette époque, l'église prieurale devient paroissiale (jusque-là, la cité n'avait pas d'église paroissiale) ; cette église est vouée à saint Hubert. - La croix recroisetée est celle des armes du Barrois mouvant (le duché de Bar avait pour armes : « d'azur semé de croisettes recroisetées au pied fiché d'or, à deux bars adossés du même ») ; Moulins a été rattaché au comté de Chiny, au Barrois mouvant puis, de 1648 à 1791, au Clermontois. Moulins a toujours été un village frontière, autrefois entre Rèmes et Trévires et aujourd’hui entre Meuse et Ardennes. - L'étoile à 8 rais se réfère à l'étoile du brasseur à 6 rais symbolisant les 3 éléments (l'air, l'eau et le feu) et les trois opérations (germination, saccharification, fermentation). Ici, deux rais sont ajoutés pour les produits de base : l'orge et le houblon. C'est en fait, l'étoile de la bière ; elle rappelle que deux brasseries ont fonctionné jadis dans la localité. Création Robert A. Louis et Dominique Lacorde, historien, avec la participation de Françoise Thomas. Adoptée par la commune le 4 décembre 2020, M. Jean-Jacques Gérard étant maire. |